# Søslaget ved Guadalcanal
Søslaget om Guadalcanal fandt sted 12. – 15. november 1942 og var det afgørende slag i en række søslag mellem vestallierede og japanske styrker under det halvt år lange slag om Guadalcanal i Stillehavskrigen under 2. verdenskrig. Slaget bestod af kombinerede luft- og søslag over fire dage fortrisvis ved Guadalcanal, og alle kampene havde forbindelse til et japansk forsøg på at forstærke landstyrkerne på øen. Slaget var det ene af kun to slag i krigen, hvor en amerikansk admiral blev dræbt i kamp.
Allierede styrker – fortrinsvis fra USA – var gået i land på Guadalcanal den 7. august og havde erobret en ufærdig flyveplads, som senere blev kaldt Henderson Field og som var under bygning af det japanske militær. Flere senere forsøg fra japansk side på at generobre flyvepladsen ved at landsætte forstærkninger, som var overført med krigsskibe til øen, slog fejl. Adskillige japanske flådeeskadrer havde til opgave at bombardere Henderson Field med det formål at ødelægge de allieredes fly, som udgjorde en trussel mod japanske konvojer. Da amerikanerne fik besked om det japanske forsøg på at landsætte forstærkninger, gik de til angreb med fly og skibe for at forsvare Henderson Field og forhindre japanske landstyrker i at nå frem til Guadalcanal.
I det heraf følgende slag mistede begge sider mange krigsskibe i to ødelæggende natlige søslag. Det lykkedes amerikanerne at afvise japanske forsøg på at bombardere Henderson Field fra slagskibe. Allierede luftangreb sænkede de fleste af de japanske troppetransportskibe og forhindrede hovedparten af de japanske tropper og deres våben og forsyninger i at nå Guadalcanal. Slaget forhindrede således Japans sidste store forsøg på at fordrive de allierede styrker fra Guadalcanal og den nærliggende ø Tulagi og førte således til en strategisk sejr for de allierede og blev afgørende for det endelige resultat af slaget om Guadalcanal.

## Baggrund
Slaget om Guadalcanal varede i seks måneder og begyndte den 7. august 1942 da allierede styrker gik i land på Guadalcanal, Tulagi og Floridaøerne i Salomonøerne, som før krigen havde været en britisk besiddelse. Landgangene havde til formål at forhindre japanerne i at bruge øerne som baser hvorfra de kunne true forsyningsruterne mellem USA og Australien og erobre dem, så de kunne danne udgangspunkt for et felttog der skulle erobre eller neutralisere den store japanske militærbase i Rabaul og samtidig støtte de allieredes felttog på Ny Guinea. Japanerne havde besat Tulagi i maj 1942 og var begyndt på at bygge en flyveplads på Guadalcanal i juni 1942.
Da det blev aften den 8. august havde de 11.000 allierede tropper sikret sig Tulagi, en lille ø i nærheden, og en japansk flyveplads, som var ved at blive bygget ved Lunga Point på Guadalcanal (senere omdøbt til Henderson Field). Allierede fly, som havde udgangspunkt på Henderson Field blev kaldt "Cactus Air Force" (CAF) efter det allierede kodenavn for Guadalcanal. For at beskytte flyvepladsen etablerede de amerikanske marinesoldater en forsvarsring omkring Lunga Point. Yderligere forstærkninger forøgede i løbet af de næste to måneder den amerikanske troppestyrke ved Lunga Point til over 20.000 mand.
Som reaktion på landgangene gav den japanske overkommando dens 17. armé, som havde hovedkvarter i Rabaul og blev ledet af generalløjtnant Harukichi Hyakutake, til opgave at generobre Guadalcanal. Enheder fra 17. armé begyndte at ankomme til Guadalcanal den 19. august.
På grund af truslen fra Cactus Air Force kunne japanerne ikke bruge store transportskibe til at føre mandskab, våben og forsyninger frem til Guadalcanal. I stedet indsatte japanerne hurtige krigsskibe – såsom destroyere og lette krydsere – som kunne sejle soldater fra Rabaul og Shortlandøerne til Guadalcanal og nå retur i løbet af en enkelt nat. Disse skibe havde begrænset lastekapacitet, så hovedparten af soldaternes tunge udstyr, køretøjer, artilleri, ammunition og forsyninger blev ikke medtaget. Disse hurtige konvojer blev kaldt "Tokyo Express" af de allierede.
Det første japanske forsøg på at generobre Henderson Field slog fejl da en styrke på 917 mand blev besejret den 21. august i slaget ved Tenaru. Det næste forsøg fandt sted den 12. – 14. september, og endte med et nederlag til en styrke på 6.000 mand under generalmajor Kiyotake Kawaguchi i slaget ved Edson's Ridge.
I oktober prøvede japanerne igen at generobre Henderson Field ved at landsætte yderligere 15.000 japanske tropper, fortrinsvis fra 2. infanteridivision på Guadalcanal. Udover at landsætte tropper og deres udstyr med Tokyo Express lykkedes det også japanerne at få en enkelt konvoj med store langsomme transportskibe igennem. Det lykkedes ved at udsætte Henderson Field for et natligt bombardement fra to slagskibe den 14. oktober, hvilket alvorligt beskadigede flyvepladsens landingsbaner, ødelagde halvdelen af flyene og satte ild til det meste af flyvepladsens benzinforråd.
Trods skaderne lykkedes det at reparere de to landingsbaner, erstatningsfly blev fløjet ind, og der blev leveret nyt brændstof så flyvepladsen kom gradvis tilbage til niveauet fra før bombardementet i løbet af nogle få uger.
Det næste japanske forsøg på at generobre øen med de nyligt landsatte tropper kom den 20.-26. oktober og blev slået tilbage med tunge tab i slaget om Henderson Field. Samtidig besejrede admiral Isoroku Yamamoto (chefen for den japanske kombinerede flåde) en amerikansk flådestyrke i slaget ved Santa Cruzøerne og tvang dem væk fra området. De japanske hangarskibe blev imidlertid også tvunget bort på grund af tab af fly og -besætninger. Yamamotos skibe vendte tilbage til deres hovedbase på Truk i Micronesien, hvor han havde sit hovedkvarter og til Rabaul, mens tre hangarskibe vendte tilbage til Japan for at blive repareret og genudrustet.
Den japanske hær planlagde et nyt angreb på Guadalcanal i november 1942, men der var brug for yderligere forstærkninger inden operationen kunne gå i gang. Hæren bad om hjælp fra Yamamoto til at få overført de nødvendige forstærkninger til øen og støtte til deres planlagte offensiv mod de allierede styrker, som bevogtede Henderson Field. For at støtte arbejdet med at fremføre forstærkninger skaffede Yamamoto 11 store transportskibe, som skulle medtage 7.000 tropper fra 38. infanteridivision, deres ammunition, fødevarer og tunge udstyr fra Rabaul til Guadalcanal. Han sendte også en styrke krigsskibe som støtte fra Truk den 9. november, som bl.a. omfattede to slagskibe. De to slagskibe var Hiei og Kirishima, som var udstyret med særlige fragmenteringsgranater, der skulle bruges ved bombardement af Henderson Field om natten den 12.-13. november og ødelægge landingsbaner og fly så de langsomme transportskibe kunne nå Guadalcanal og losse i fred den næste dag. Styrken af krigsskibe blev styret fra Hiei af den nyligt forfremmede viceadmiral Hiroaki Abe.
På grund af den konstante trussel fra japanske fly og krigsskibe var det svært for de allierede at fremføre forsyninger til deres styrker på Guadalcanal, som ofte var under angreb fra land- og flådestyrker i området. I starten af november 1942 fik de allieredes efterretningstjeneste nys om at japanerne igen forberedte sig på at forsøge at generobre Henderson Field. Derfor sendte amerikanerne Task Force 67 (TF67) – en stor konvoj med forstærkninger og forsyninger, som var delt i to grupper og under kommando af kontreadmiral Richmond K. Turner — til Guadalcanal den 11. november. Forsyningsskibene var beskyttet af eskadrer under kommando af kontreadmiralerne Daniel J. Callaghan og Norman Scott — foruden fly fra Henderson Field på Guadalcanal. Transportskibene blev angrebet adskillige gange den 11. og 12. november nær Guadalcanal af japanske fly fra basen ved Buin på Bougainville i Salomonøerne, men de fleste blev losset uden alvorlige skader. Tolv japanske fly blev skudt ned af anti-luftskyts fra de amerikanske skibe eller af jagerfly fra Henderson Field.

## Første søslag ved Guadalcanal, 13. november

### Optakt
Abes styrke af krigsskibe samledes 70 sømil nord for Indispensable-strædet og fortsatte mod Guadalcanal den 12. november med forventet ankomst for krigsskibene ud på de små timer af den 13. november. Konvojen af langsommere transportskibe med 12 eskorterende destroyere under kommando af Raizo Tanaka, begyndte sin færd ned ad "revnen" (New Georgia Sound) fra Shortlandøerne med forventet ankomst til Guadalcanal i løbet af natten til den 13. november. Udover slagskibene Hiei (Abes flagskib) og Kirishima bestod Abes styrke af den lette krydser Nagara og 11 destroyere: Samidare, Murasame, Asagumo, Teruzuki, Amatsukaze, Yukikaze, Ikazuchi, Inazuma, Akatsuki, Harusame og Yudachi.
Yderligere tre destroyere, Shigure, Shiratsuyu og Yugure skulle danne bagtrop ved Russelløerne under Abes tur ind i "Savo-sundet" omkring og ved Savoøen ud for nordkysten af Guadalcanal, som snart fik øgenavnet "Ironbottom Sound" som følge af denne række af slag og træfninger.
Amerikanske rekognosceringsfly opdagede at de japanske skibe nærmede sig og sendte en advarsel til de allieredes hovedkvarter. På baggrund af denne advarsel sendte Turner alle til rådighed stående kampskibe af sted for at beskytte tropperne i land fra det forventede japanske flådeangreb og troppelandsætning og beordrede forsyningsskibene ved Guadalcanal til at afsejle tidligt om aftenen den 12. Callaghan havde nogle få dages længere anciennitet end den mere erfarne Scott, og blev derfor overladt overkommandoen.
Callaghan forberedte sin styrke på at møde japanerne denne nat på sundet. Hans styrke bestod af to tunge krydsere: USS San Francisco og Portland, tre lette krydsere Helena, Juneau og Atlanta samt 8 destroyere Cushing, Laffey, Sterett, Bannon, Aaron Ward, Barton, Monssen og Fletcher. Admiral Callaghan havde kommandoen fra Francisco.
Mens de nærmede sig Guadalcanal passerede japanerne gennem en stor og intens regnbyge, som i sammenhæng med en kompleks formation og forvirrende ordrer fra Abe betød at formationen blev delt i flere grupper. Den amerikanske styrke sejlede i en enkelt kolonne ind i Ironbottom Sound med destroyere foran og bagved og krydserne i midten. Fem skibe var udstyret med den nye og meget bedre SG radar, men Callaghans placerede ingen af disse skibe i spidsen af formationen, og han valgte heller ikke et af dem som sin flagskib. Callaghan udsendte ikke nogen slagplan til sine skibschefer.

### Kamp
Omkring kl. 1.25 den 13. november i omtrent totalt mørke på grund af dårligt vejr og nymåne sejlede de japanske skibe ind i sundet mellem Savoøen og Guadalcanal og forberedte sig på at bombardere Henderson Field med særligt udformede højeksplosive granater. Skibene ankom fra en uventet retning idet de ikke kom sejlende ned gennem "revnen", men fra den vestlige side af Savo-øen og sejlede ind i sundet fra nordvest i stedet for nord. I modsætning til den amerikanske flåde trænede den japanske kamp i mørke meget og gennemførte ofte skydeydelser og øvelser om natten, og denne træning ville gøre sig gældende i ikke kun det kommende men i flere andre søslag omkring Guadalcanal i de kommende måneder.
Adskillige af de amerikanske skibe opdagede de japanske skibe på deres radar fra omkring 1.24, men havde problemer med at videregive denne information til Callaghan på grund af manglende erfaring med at operere som en sammenhængende flådeenhed eller problemer med radioudstyret og manglende disciplin omkring overholdelse af kommunikationsprocedurer En meddelelse blev sendt og modtaget, men nåede ikke frem til Callaghan i tide til at han kunne nå at behandle og bruge den, og under indtryk af den totale uvidenhed om radar og forståelse af hvad dette hjælpemiddel kunne præstere med hensyn til afstand og retning samt manglende praktisk erfaring med at koordinere radarinformation med visuelle observationerspildte admiral Callaghan yderligere tid ved uden held at prøve få informationerne om afstand og retning til at stemme overens med de begrænsede visuelle observationer, fortrinsvis fordi radaroperatøren rapporterede om skibe, som var udenfor synsvidde, og Callaghan forsøgte at lede slaget fra broen ikke i et kommandocenter. (Analyser efter slaget af dette og andre tidlige overfladeslag førte direkte til uddannelse af plottere og at slag blev udkæmpet fra moderne kommandocentre inden man var nået til midten af 1943.
Adskillige minutter senere fik begge styrker visuel kontakt med hinanden omtrent samtidig, men både Abe og Callaghan tøvede med at sende deres skibe i kamp. Abe var tilsyneladende overrasket over at der var amerikanske skibe i nærheden, og med dækket fyldt med højeksplosive granater (og ikke panserbryded) kunne han ikke beslutte sig til om han midlertidigt skulle trække sig tilbage, så hans slagskibe kunne få tid til at bytte granaterne ud, eller om han skulle fortsætte fremad. Han besluttede det sidste. Callaghan havde tilsyneladende til hensigt at krydse ind foran japanernes linje, som Scott havde gjort i slaget ved Kap Esperance, men da han var forvirret af den ufuldstændige information han modtog og at den japanske formation bestod af flere spredte grupper, udstedte han flere forvirrende ordrer om hvad skibene skulle gøre og i det hele taget ventede han for længe med at reagere.
Den amerikanske formation begyndte at gå i opløsning, hvilket tilsyneladende yderligere forsinkede Callaghans ordre om at indled kampen, da han først forsøgte at få styr på hvor hans skibe var og få dem ind på linje. I mellemtiden begyndte begge formationer at sejle ind imellem hinanden mens de enkelte skibskaptajner på begge sider nervøst ventede på at få tilladelse til at åbne ild.
Klokken 1.48 tændte Akatsuki og Hiei store søgelys og belyste Atlanta kun 2.700 meter borte — næsten klods hold for store kanoner. Adskillige af skibene på begge sider åbnede spontant ild. Da Callaghan blev klar over, at hans skibe var omtrent omringet af japanske skibe udstedte han den forvirrende ordre: "Ulige skibe skyder mod styrbord, lige skibe mod bagbord" (bortset fra at man ikke i planlægningen før slaget havde tildelt skibene numre som kunne bruges i denne sammenhæng og da formationen allerede var kaotisk). De fleste af de resterende amerikanske skibe åbnede herefter også ild, selv om flere hurtigt måtte skifte mål for at adlyde Callaghans ordre. Da skibene fra de to sider blev blandet kæmpede de mod hinanden i en helt igennem forvirret og kaotisk klynge på klods hold hvor de bedre japanske sigteapparater og større erfaring med kamp om natten kunne have gjort udslaget. Efterfølgende sammenlignede en officer på Monssen slaget med "et værtshusslagsmål efter at lysene var blevet skudt i smadder".
Mindst seks amerikanske skibe – heriblandt Laffey, O'Bannon, Atlanta, San Francisco, Portland, og Helena — skød mod Akatsuki, som tiltrak sig opmærksomhed med sit søgelys. Akatsuki blev ramt flere gange, sprang i luften og sank i løbet af få minutter.
Måske fordi det var den forreste krydser i den amerikanske formation var Atlanta mål for beskydning og torpedoer fra adskillige japanske skibe, heriblandt Nagara, Inazuma og Ikazuchi foruden Akatsuki. Kanonbeskydningen gjorde store skader på Atlanta og en træffer fra en torpedo stoppede maskinen. Atlanta drev ind i skudlinjen fra San Francisco, som uheldigvis skød på Atlanta og forårsagede endnu større skader samt dræbte admiral Scott og en stor del af besætningen på broen. Uden maskinkraft og ude af stand til at affyre sine kanoner drev Atlanta ud af slaget da adskillige japanske skibe passerede forbi. Den forreste amerikanske destroyer, Cushing, blev også fanget i krydsilden mellem flere japanske destroyere og formentlig Nagara. Den blev også stærkt beskadiget og lå stille i vandet.
Hiei, med sine ni tændte søgelys, store størrelse og kurs lige gennem den amerikanske formation blev mål for mange af de amerikanske skibe. Laffey passerede så tæt forbi Hiei at de kun var seks meter fra at kollidere. Hiei kunne ikke sænke sine kanoner lavt nok til at kunne ramme Laffey, men Laffey kunne overdænge overbygningen på Hiei med 5 tommer granater og maskingeværild og forårsagede store skader på overbygningen og broen hvor admiral Abe blev såret og hans stabschef dræbt. Admiral Abe kunne herefter kun i begrænset omfang styre sine skibe i slaget. Sterett og O'Bannon affyrede ligeledes adskillige salver ind i overbygningen på Hiei fra nært hold, og måske en eller to torpedoer ind i skroget, hvilket tilføjede Hiei yderligere skader inden begge destroyere forsvandt ind i mørket.
Da Hiei ikke kunne skyde på de tre destroyere, som generede den så meget, koncentrerede den sig i stedet om San Francisco, som passerede forbi kun 2,2 km borte. Sammen med Kirishima, Inazuma og Ikazuchi fik de fire skibe gentagne træffere på San Francisco, som fik ødelagt styringen og admiral Callaghan, kommandør Cassin Young og det meste af besætningen på broen blev dræbt. De første salver fra Hiei og Kirishima bestod af de særlige fragmenteringsgranater, hvilket begrænsede skaderne i det indre af San Francisco og kan have reddet skibet fra at blive sænket straks. Da de ikke ventede at komme i kamp med skibe, tog det besætningerne på de to japanske slagskibe adskillige minutter at skifte om til panserbrydende granater. Selv om San Francisco var næsten hjælpeløs lykkedes det den indtil videre at komme ud af nærkampen. Den ramte imidlertid styringen på Hiei med mindst en granat under skudvekslingen og oversvømmede styrerummet, hvorved de elektriske generatorer til styringen korsluttede og alvorligt svækkede styringen af Hiei. Helena fulgte San Francisco og forsøgte at beskytte den.
To af de amerikanske destroyere mødte et pludseligt endeligt. Enten Nagara eller destroyerne Teruzuki og Yukikaze kom forbi den drivende Cushing, beskød den med kanonild og satte alle systemer ud af spillet. Da de ikke kunne sætte sig til modværge, forlod besætningen på Cushing skibet, og det sank nogle timer senere. Efter at Laffey var undsluppet sit møde med Hiei stødte den på Asagumo, Murasame, Samidare og måske Teruzuki. De japanske destroyere oversåede Laffey og ramte den herefter med en torpedo, som knækkede kølen. Få minutter senere nåede ilden ammunitionsmagasinet, og den sprang i luften og sank.
Efter at Portland havde hjulpet til med at sænke Akatsuki blev den ramt af en torpedo fra Inazuma eller Ikazuchi, hvilket forårsagede store skader på agterspejlet og tvang den til at sejle i kreds. Efter at have afsluttet den første cirkel kunne den skyde fire salver mod Hiei, men tog ellers ikke større del i resten af slaget.
Yudachi og Amatsukaze angreb uafhængigt af hinanden de bagerste fem skibe i den amerikanske formation. To torpedoer fra Amatsukaze ramte Barton, så den straks gik ned med store tab af menneskeliv. Yudachi ramte Juneau med en torpedo, som stoppede den, brækkede dens køl og ødelagde de fleste af dens systemer. Juneau svingede østpå og krøb langsomt ud af kampområdet.
Monssen undgik vraget af Barton og sejlede videre på udkig efter mål. Den blev bemærket af Asagumo, Murasame og Samidare, som netop var holdt op med at beskyde Laffey. De overdængede Monssen med granater, tilføjede den store skader og tvang besætningen til at gå i bådene. Skibet sank noget senere.
Amatsukaze nærmede sig San Francisco med det formål at sænke den, men mens den koncentrerede sig om San Francisco bemærkede Amatsukaze ikke at Helena nærmede sig. Den fyrede flere bredsider mod Amatsukaze fra klods hold, og satte den ud af spillet. Den stærkt beskadigede Amatsukaze undslap under et røgtæppe mens Helena blev distraheret af et angreb fra Asagumo, Murasame og Samidare.
Aaron Ward og Sterett, som hver især var på udkig efter mål, fik begge øje på Yudachi, som lod til ikke at have bemærket at de to amerikanske destroyere nærmede sig. Begge amerikanske skibe ramte Yudachi samtidig med kanonild og torpedoer og tilføjede destroyeren store skader, så besætningen blev tvunget til at gå i bådene. Skibet sank imidlertid ikke med det samme. Da den fortsatte blev Sterett pludselig overfaldet af Teruzuki og tvunget til at trække sig ud af kampområdet mod øst med alvorlige skader. Aaron Ward endte i en tvekamp med Kirishima, som destroyeren tabte med store skader. Den forsøgte også at trække sig tilbage mod øst fra kampområdet, men lå snart stille i vandet da maskinerne var beskadiget.
Robert Leckie, en menig marinesoldat på Guadalcanal, beskrev slaget:
Stjernegranaterne steg til himmels, farlige og røde. Sporlysgranater trak orange buer over nattehimlen...
havet lignede et stort stykke poleret obsidian hvor krigsskibene lod til at være blev drysset ud og lå stille omgivet af koncentriske cirkler som chockbølger, der dannes der hvor en sten er kastet ud i mudder.
Efter næsten 40 minutters brutal nærkamp afbrød begge sider kontakten og indstillede skydningen kl. 2.26 efter at Abe og kommandør Gilbert Hoover (kommandøren på Helena, som var den højestrangerende blandt de overlevende amerikanske officerer) beordrede deres respektive styrker til at trække sig tilbage. Admiral Abe havde et battleship (Kirishima), en let krydser (Nagara) og fire destroyere (Asagumo, Teruzuki, Yukikaze og Harusame), som kun havde fået mindre skader og fire destroyere (Inazuma, Ikazuchi, Murasame og Samidare) med moderate skader. Amerikanerne havde kun en let krydser (Helena) og en destroyer (Fletcher), som stadig kunne yde effektiv modstand. Selv om han måske ikke var klar over det, var vejen banet for at Abe kunne bombardere Henderson Field og sænke de resterende amerikanske styrker i området, og bane vejen for at tropper og forsyninger kunne landsættes sikkert på Guadalcanal.
På dette kritiske tidspunkt valgte Abe at opgive sin mission og sejle bort. Adskillige årsager kan gives herfor. En stor del af den specielle ammunition var blevet brugt i slaget. Hvis flyvepladsen ikke blev ødelagt ved bombardementet ville hans skibe være sårbare overfor luftangreb fra Cactus Air Force ved daggry. Hans egne kvæstelser og de mange dødsfald under slaget blandt hans stab kan have påvirket Abes vurderingsevne. Måske var han også usikker på hvor mange af hans og af amerikanernes skibe der fortsat var kampklar på grund af kommunikationsproblemer med den beskadigede Hiei. Hertil kom, at hans skibe var spredt, og det ville have taget nogen tid at samle dem sammen til en koordineret genoptagelse af missionen med at angribe Henderson Field og de resterende amerikanske krigsskibe. Uanset årsagen afbrød Abe kampen og beordrede en generel tilbagetrækning af skibene, om end Yukikaze og Teruzuki blev tilbage for at hjælpe Hiei. Samidare samlede overlevende op fra Yudachi klokken 3 inden den sluttede sig til de andre japanske skibe under tilbagetrækningen nordpå.

### Efterspil
Klokken 3 om morgenen den 13. november udskød admiral Yamamoto de planlagte landsætninger fra transportskibene som vendte tilbage til Shortlandsøerne for at afvente yderligere ordrer. Daggryet afslørede tre beskadigede japanske skibe (Hiei, Yudachi, og Amatsukaze), og tre beskadigede amerikanske skibe
(Portland, Atlanta og Aaron Ward) i nærheden af Savo-øen. Amatsukaze blev angrebet af amerikanske styrtbombefly, men undgik yderligere skader da den satte kursen mod Truk og vendte senere tilbage i kamp nogle måneder senere. Det forladte skrog af Yudachi blev sænket af Portland, hvis kanoner stadig fungerede trods de andre skader skibet havde fået. Slæbebåden USS Bobolink sejlede rundt i Ironbottom Sound hele den 13. november og assisterede beskadigede amerikanske skibe, opsamlede skibbrudne fra vandet og skulle efter sigende have skudt japanske overlevende i vandet.
Hiei blev angrebet gentagne gange af torpedofly fra Henderson Field, styrtbombefly fra USS Enterprise, som var afsejlet fra Nouméa den 11. november og B-17 Flying Fortress bombefly fra 11. bombergruppe på Espiritu Santo. Abe og hans stab lod sig overføre til Yukikaze kl. 8.15. Kirishima blev af Abe beordret til at tage Hiei på slæb eskorteret af Nagara og dens destroyere, men forsøget blev opgivet på grund af truslen om angreb fra undervandsbåde og fordi Hiei blev stadig mindre sødygtig. Efter at have fået flere skader fra luftangreb sank Hiei nordvest for Savo-øen, muligvis efter at besætningen havde åbnet søventilerne, sent på aftenen den 13. november.
Portland, San Francisco, Aaron Ward, Sterett og O'Bannon nåede med tiden tilbage til havne bagområderne så de kunne blive repareret. Atlanta derimod sank nær Guadalcanal kl. 20 den 13. november. Da Juneau afsejlede fra Salomonøerne sammen med San Francisco, Helena, Sterret og O'Bannon senere på dagen blev den torpederet og sænket af den japanske undervandsbåd I-26 (Skabelon:Coor dma).
De mere end 100 overlevende (ud af en samlet besætning på 697) måtte klare sig selv på åbent hav i otte dag inden redningsfly langt om længe ankom. Mens de ventede på at blive reddet druknede hele besætningen fra Juneau undtagen 10 af kvæstelser, elementerne eller angreb fra hajer. Blandt de døde var blandt andet fem brødre.
På grund af slagets kaotiske karakter, troede amerikanerne, at de havde sænket hele syv japanske skibe. Dette, samt japanernes tilbagetrækning, fik amerikanerne til at tro, at de havde vundet en betydelig sejr. Det var først efter krigen, at amerikanerne fandt ud af, at de rent faktisk havde lidt et knusende taktisk nederlag.
Alligevel lader det til, at de fleste historikere er enige om at Abes beslutning om at vende om ændrede dette taktiske nederlag til en strategisk sejr for amerikanerne, for Henderson Field blev ved med at være i drift og dens angrebsfly blev ved med at afskrække de langsomme japanske transportskibe fra at nærme sig Guadalcanal med deres dyrebare laster. Hertil kom, at japanerne havde mistet en mulighed for at eliminere de amerikanske flådestyrker i området, et resultat, som ville have taget selv de forholdsvis ressourcerstærke amerikaner nogen tid at overvinde. Admiral Yamamoto blev efter sigende rasende, fratog Abe sin post, og tvang ham senere til at tage sin afsked fra flåden. Det lader imidlertid til, at Yamamoto var mere vred over taget af slagskibet Hiei end over at forsyningsmissionen var blevet opgivet og at de amerikanske styrker ikke var blevet fuldstændig ødelagt. Kort inden middag beordrede Yamamoto viceadmiral Nobutake Kondō, som havde kommandoen over 2. flåde ved Truk, til at danne en ny bombardementsgruppe omkring Kirishima og angribe Henderson Field om natten mellem den 14. og 15. november.
Når man medregner sænkningen af Juneau var de samlede amerikanske tab under slaget 1.439 døde. Japanerne mistede mellem 550 og 800. I en analyse af virkningen af dette slag skriver historikeren Richard B. Frank:
Dette slag er uden lige med hensyn til rasende nærkamp og forvirring under krigen. Men resultatet var ikke af afgørende karakter. Callaghan og hans task forces opofrelse havde købt en nats respit for Henderson Field. Det havde udsat, ikke stoppe, landsætningerne af store japanske forstærkninger, og man havde endnu ikke hørt fra hovedparten af den kombinerede japanske flåde."

## Andre kampe 13. – 14. november
Selv om forstærkningsoperationen til Guadalcanal var blevet forsinket opgav japanerne ikke at gennemføre den oprindelige mission, om en dag senere en planlagt. Om eftermiddagen den 13. november genoptog Tanaka og de 11 transportskibe deres sejlads mod Guadalcanal. En japansk styrke af krydsere og destroyere fra den 8. flåde, som primært var baseret i Rabaul og oprindelig havde fået til opgave at dække losningen af transportskibene den 13. november fik tildelt den opgave, som Abes styrke ikke have fået gennemført – bombardementet af Henderson Field. Efter at have opgivet sit forsøg på at redde Hiei sejlede slagskibet om morgenen den 13. november nordpå til
Santa Isabel og Malaitaøerne med sin eskorte for at mødes med Kondos 2. flåde, som var på vej fra Truk for at udgøre den nye bombardmentsenhed.
Krydsereskadren fra 8. flåde under viceadmiral Gunichi Mikawa bestod af de tunge krydsere Chōkai, Kinugasa, Maya og Suzuya de lette krydsere Isuzu og Tenryū foruden seks destroyere. Mikawas styrke kom til farvandene ved Guadalcanal uden at blive opdaget da de anslagne amerikanske flådeenheder var blevet trukket tilbage. Suzuya og Maya, som var under kommando af Shōji Nishimura, bombarderede Henderson Field mens resten af Mikawas styrke krydsede ved Savo-øen på vagt overfor et eventuelt amerikansk flådeangreb (som aldrig kom). det 35 minutter lange bombardement forårsagede nogen skader på forskellige fly og faciliteter på flyvepladsen, men satte den ikke ud af spillet.
Krydsereskadren sluttede bombardementet omkring kl. 2.30 den 14. november og forlod området mod Rabaul ad en kurs, som førte den syd for New Georgia øgruppen.
Ved daggry indledte fly fra Henderson Field, Espiritu Santo og Enterprise, som lå 200 sømil syd for Guadalcanal deres angreb, først på Mikawas styrke, som var på vej bort fra Guadalcanal, og derpå på transportskibene som var på vej til Guadalcanal. Operationerne fra Henderson Field lod sig gøre på grund af et lager på 488 benzintønder med flybenzin, som var blevet oplagret i junglen. Ved angrebene på Mikawas styrke blev Kinugasa sænket og 511 fra besætningen blev dræbt. Maya blev beskadiget, hvilket tvang den til at sejle til Japan for at blive repareret. Gentagne luftangreb på transportskibene overvældede dens eskorte af japanske jagerfly, sænkede 6 af skibene og tvang endnu et til at vende om med svære skader (den sank senere). Overlevende fra transportskibene blev reddet af konvojens eskorte af destroyere og blev taget med tilbage til Shortlandøerne. I alt 450 soldater blev rapporteret omkommet. De resterende fire transportskibe og fire destroyere fortsatte mod Guadalcanal efter mørkets frembrud den 14. november, men stoppede op vest for Guadalcanal for at afvente afslutningen på søslaget (nedenfor) inden de fortsatte.
Kondos ad hoc styrke mødtes ved Ontong Java om aftenen den 13. november og sejlede derpå tilbage og fik fyldt olie på uden for rækkevidde af bombeflyene fra Henderson Field om morgenen den 14. november. Den amerikanske undervandsbåde USS Trout skyggede dem, men var ikke i stand til at angribe Kirishima under optankningen. Bombardementsgruppen fortsatte sydpå og blev udsat for luftangreb sidst på eftermiddagen den 14. november. Mens dette stod på blev de angrebet af undervandsbåden USS Flying Fish, som afskød 5 torpedoer, uden dog at ramme, og derpå rapporterede mødet med japanerne over radioen.

## Andet søslag ved Guadalcanal, 14. – 15. november

### Optakt
Kondos styrke nærmede sig Guadalcanal via Indispensable strædet omkring midnat den 14. november og en kvart fuld måne gav en moderat sigtbarhed på omkring 7 km. Styrken omfattede slagskibet Kirishima, de tunge krydsere Atago og Takao, de lette krydsere Nagara og Sendai samt 9 destroyere hvor af nogle sammen med Kirishima og Nagara havde overlevet slaget to dage tidligere. Kondo havde sin stander på krydseren Atago..
Admiral William Halsey, Jr. manglede ubeskadigede skibe og afsendte de nye slagskibe USS Washington og South Dakota fra Enterprises eskorte sammen med fire destroyere som TF64 under admiral Willis A. Lee for at forsvare Guadalcanal og Henderson Field. Det var en sammenskrabet styrke. Slagskibene havde kun sejlet sammen i nogle få dage og de fire destroyere i eskorten kom fra fire forskellige destroyerdivisioner, og var ganske enkelt blevet valgt fordi de var de 4 destroyere der havde mest olie ombord. Den amerikanske styrke ankom til Ironbottom Sound om aftenen den 14. november og begyndte at patruljere omkring Savo-øen. De amerikanske skibe sejlede i kolonne med de fire destroyere i front efterfulgt af Washington og til sidst South Dakota. Klokken 22.55 begyndte radaren på South Dakota og Washington at opfange Kondos skibe på omkring 18.000 meters afstand.

### Slaget
Kondo delte sin styrke i flere gruppe hvor en gruppe var under kommando af Shintaro Hashimoto og bestod af Sendai og destroyerne Shikinami og Uranami ("C" på kortene), som sejlede rundt om den østlige side af Savo Island mens destroyeren Ayanami ("B" på kortene) sejlede mod uret omkring den sydvestlige side af Savo-øen for at undersøge om der var allierede skibe. De japanske skibe opdagede Lees styrke omkring kl. 23, selv om Konto troede at slagskibene var krydsere. Kondo beordrede Sendai gruppen plus Nagara og fire destroyere ("D" på kortene) — til at angribe og ødelægge den amerikanske styrke inden han førte bombardementsstyrken med Kirishima og de tunge krydsere ("E" på kortene) ind i Ironbottom Sound. De amerikanske skibe ("A" på kortene) opdagede Sendai-styrken på radaren, men så ingen andre grupper af japanske skibe. Ved hjælp af radarstyret målsøgning åbnede de to amerikanske slagskibe ild mod Sendai gruppen kl. 23.17. Admiral Lee beordrede skydningen indstillet omkring 5 minutter senere efter at de japanske skibe begyndte at forsvinde fra hans radarskærme. Sendai, Uranami og Shikinami var imidlertid ubeskadigede og drejede ud af farezonen.
I mellemtiden begyndte de fire amerikanske destroyere i spidsen af den amerikanske formation at angribe både Ayanami og Nagara grupperne kl. 23.22. Nagara og hendes eskorte af destroyere reagerede effektivt med præcis kanonild og torpedoer. Destroyerne USS Walke og Preston blev ramt og sænket i løbet af 10 minutter med store tab. Destroyeren Benham fik en del af stævnet sprængt væk af en torpedo og måtte trække sig tilbage (den sank den følgende dag), og destroyeren Gwin blev ramt i maskinrummet og sat ud af spillet. De amerikanske destroyere havde imidlertid opfyldt deres opgave som afskærmning for slagskibene og opfanget fjendens første stød, om end for en høj pris. Lee gav ordre til Benham og Gwin om at trække sig tilbage kl. 23.48.
Washington passerede gennem området som stadig indeholdt de beskadigede og synkende amerikanske destroyere og beskød Ayanami med sine sekundære kanonbatterier og satte den i brand. Lige efter fulgte South Dakota, som pludselig blev ramt af en række strømudfald, som angiveligt skyldtes at chefingeniøren under en reparation handlede i strid med sikkerhedsreglerne. Det resulterede i at radaren, radioen og de fleste kanoner ikke fungerede. Den fortsatte i kølvandet på Washington mod den vestlige side af Savo-øen indtil 23.35, da Washington skiftede kurs mod venstre for at passere syd for de brændende destroyere. South Dakota forsøgte at følge efter, men måtte dreje mod højre for at undgå Benham, hvilket betød, at skibet kom til at stå i silhuet foran de brændende destroyere og gjorde den til et nærmere og lettere mål for japanerne.
Efter at have modtaget rapporter om ødelæggelsen af de amerikanske destroyere fra Ayanami og hans andre skibe drejede Kondo sin bombardementstyrke mod Guadalcanal, i den tro, at den amerikanske styrke var blevet besejret. Hans styrke og de to amerikanske slagskibe havde nu kurs mod hinanden.
Næsten blind og ude af stand til effektivt at affyre sine kanoner blev South Dakota oplyst af søgelys og blev mål for kanoner og torpedoer fra de fleste skibe i den japanske styrke, herunder Kirishima fra omkring midnat. Selv om den fik nogle få træffere på Kirishima blev South Dakota ramt af 25 granater af middelsvær kaliber og en granat af svær kaliber. Selv om nogen af dem ikke eksploderede ødelagde det fuldstændig dens kommunikationssystemer og resterende målstyring, satte ild på en del af de øvre dæk og tvang den til at søge bort fra kampen. Alle de japanske torpedoer ramte ved siden af. Admiral Lee beskrev senere
den samlede effekt af kanonskaderne på South Dakota som at det "efterlod et af vore nye slagskibe døv, stum, blind og impotent." South Dakota havde tab på 39 døde og 59 sårede, og den forlod slaget klokken 0.17 uden at meddele det til admiral Lee, mens det blev observeret af Kondo's udkig.
De japanske skibe fortsatte med at koncentrere deres beskydning mod South Dakota og ingen opdagede Washington som nærmede sig til under 8.000 meter. Washington fulgte et stort mål (Kirishima) i nogen tid, men lod være med at skyde da det kunne være South Dakota. Washington havde ikke været i stand til at følge South Dakotas bevægelser fordi den lå i en blind vinkel i forhold til Washingtons radar, og Lee kunne ikke få kontakt over radioen så positionen kunne blive bekræftet. Da japanerne oplyste og beskød South Dakota blev al tvivl fjernet. Fra denne korte afstand åbnede Washington ild og ramte hurtigt Kirishima med mindst 9 granater af stor kaliber og næsten 40 af mindre kaliber hvilket forårsagede kraftige skader og satte Kirishima i brand. Skibet var ramt under vandlinjen og roret sad fast, så den sejlede rundt i cirkler.
Klokken 0.25 gav Konto alle sine skibe ordre til at samles og ødelægge resterende amerikanske skibe; men de japanske skibe vidste stadig ikke hvor Washington lå, og de andre overlevende amerikanske skibe havde allerede forladt området. Washington holdt en nordvestlig kurs mod Russelløerne for at trække den japanske styrke væk fra Guadalcanal og den formentlig beskadigede South Dakota. Til sidst fik de japanske skibe øje på Washington og indledte adskillige torpedoangreb, men kaptajnens dygtige sømandsskab gjorde at det undveg den alle og også undgik at støde på grund i det lave vand. Da han til sidst troede, at vejen var ryddet for at transportkonvojen kunne fortsætte til Guadalcanal (men tilsyneladende uden at tage hensyn til truslen om luftangreb om morgenen) beordrede Kondo sine resterende skibe til at afbryde kontakten og trække sig tilbage fra området omkring kl. 1.04, hvilket de fleste japanske skibe havde gjort kl. 1.30.

### Efterspil
Kirishima og Ayanami fik søventilerne åbnet af besætningen og sank kl. 3.25 den 15. november. Uranami reddede overlevende fra Ayanami og destroyerne Asagumo, Teruzuki og Samidare reddede de overlevende besætningsmedlemmer fra Kirishima. Under slaget blev 242 amerikanske og 249 japanske søfolk dræbt. Kampen var den ene af kun to slag hvor slagskibe kæmpede mod slagskibe i hele Stillehavskrigen. Det andet var slaget ved Surigao Strædet under slaget ved Leytebugten.
De fire japanske transportskibe blev sat på grund ved Tassafaronga på Guadalcanal kl. 4.00 den 15. november, og Tanaka og de eskorterende destroyere hastede tilbage op gennem "revnen" mod mere sikkert farvand. Transportskibene blev angrebet fra kl. 5.55 af amerikanske fly fra Henderson Field og andre steder samt af feltartilleri fra landstyrker på Guadalcanal. Senere nærmede destroyeren USS Meade sig og åbnede ild mod transportskibene og det omkringliggende område. Disse angreb satte transportskibene i brand og ødelagde alt udstyr om bord, som japanerne ikke allerede havde nået af losse. Kun 2-3.000 af de tropper, som oprindelig var gået om bord for at blive landsat på Guadalcanal nåede frem, og det meste af deres ammunition og fødevareforsyninger gik tabt.
Yamamotos reaktion på at det ikke var lykkedes Kondo at gennemføre sin mission med at neutralisere Henderson Field og sikre landsætningen af tropper og forsyninger var mildere end hans tidligere reaktion på Abes tilbagetrækning, måske på grund af den kejserlige flådes kultur og politik. Kondo, som også var næstkommanderende i den kombinerede flåde, var medlem af den øverste stab og slagskibs "klike" i den kejserlige flåde, mens Abe havde gjort karriere som destroyerspecialt. Admiral Kondo fik hverken en deprimande eller blev afskediget eller forflyttet, men beholdt kommandoen over en af de store flåder ved Truk.

## Betydning
Da det kun lykkedes japanerne at overføre en brøkdel af tropperne og forsyningerne i konvojen kunne de ikke indlede en ny offensiv og generobre Henderson Field. Efter slaget lykkedes det kun for den japanske flåde at overføre fødevarer og nogle få forstærkninger til Guadalcanal. På grund af den fortsatte trussel fra allierede fly med base på Henderson Field og hangarskibe i nærheden måtte japanerne benytte Tokyo Express krigsskibe til at bringe forsyninger til øen. Disse forsyninger slog imidlertid ikke til, og fra 7. december 1942 mistede de 50 mand om dagen som følge af fejlernæring, sygdomme og allierede angreb fra luften eller på jorden. Den 12. december foreslog den japanske flåde, at Guadalcanal skulle evakueres. Trods modstand i starten fra overkommandoen, som stadig håbede på, at Guadalcanal til sidst kunne generobres fra de allierede, enedes overkommandoen den 31. december med kejserens billigelse om, at alle japanske styrker skulle evakueres og der skulle etableres en ny forsvarslinje på Salomonøerne på New Georgia.
Søslaget ved Guadalcanal var således det sidste store forsøg fra japansk side på at overtage kontrollen over farvandene omkring Guadalcanal eller generobre øen. I modsætning hertil var den amerikanske flåde herefter i stand til at forsyne de amerikanske styrker på Guadalcanal efter behag, herunder overførsel af to friske divisioner i slutningen af december. At de ikke kunne neutraliserede Henderson Field betød at det japanske forsøg på at generobre Guadalcanal var dømt til at mislykkes. Den sidste japanske modstand på Guadalcanal ophørte den 9. februar 1943 da det var lykkedes japanerne at evakuere de fleste overlevende tropper i Operation Ke. Med udgangspunkt i deres succes på Guadalcanal og andre steder fortsatte de allierede deres felttog mod Japan, hvilket endte med Japans nederlag ved slutningen af 2. verdenskrig. Da den amerikanske præsident Franklin D. Roosevelt hørte om resultatet af slaget sagde han: "Det lader til at vendepunktet i denne krig endelig er nået."
Historikeren Eric Hammel opsummerer betydningen af søslaget om Guadalcanal således:
Den 12. november 1943 havde den japanske flåde bedre skibe og bedre taktik. Efter den 15. november 1942 tabte dens ledere modet, og flåden manglede den strategiske dybde, som kunne modstå den fremstormende amerikanske flåde og dens stærkt forbedrede våben og taktik. Japanerne blev aldrig bedre, men efter november 1942 blev den amerikanske flåde hele tiden bedre.
General Alexander Vandegrift, den øverstkommanderende for tropperne på Guadalcanal, roste de søfolk, som kæmpede i slaget:
Vi tror på, at fjenden uden tvivl led et knusende nederlag. Vi takker admiral Kinkaid for hans indgriben i går. Vi takker Lee for hans standhaftige indsats i aftes. Vore egne fly har været storartede i deres uophørlige banken løs på fjenden. Al den indsats sættes der pris på, men vor højeste hyldest går til Callaghan, Scott og deres mænd, som med strålende mod overfor tilsyneladende håbløse odds drev det første fjendtlige angreb tilbage og åvnede vejen for den efterfølgende succes. Dem hilser mændene på Cactus med deres bulede hjelme i dyb beundring.

## Yderligere læsning
- Barham, Eugene Alexander (1988). The 228 days of the United States Destroyer Laffey, DD-459. OCLC 17616581.
- Calhoun, C. Raymond (2000). Tin Can Sailor: Life Aboard the USS Sterett, 1939–1945. Naval Institute Press. ISBN 1-55750-228-5.
- Coombe, Jack D. (1991). Derailing the Tokyo Express. Harrisburg, Pennsylvania: Stackpole. ISBN 0-8117-3030-1.
- D'Albas, Andrieu (1965). Death of a Navy: Japanese Naval Action in World War II. Devin-Adair Pub. ISBN 0-8159-5302-X.
- Fuquea, David C. (18. juni 2004). "Commanders and Command Decisions: The Impact on Naval Combat in the Solomon Islands, November 1942" (PDF). Center for Naval Warfare Studies, Naval War College. Arkiveret fra originalen (Academic report) 4. juni 2011. Hentet 4. august 2009.
- Generous, William Thomas, Jr., (2003). Sweet Pea at War: A History of USS Portland (CA-33). University Press of Kentucky. ISBN 0-8131-2286-4.{{cite book}}:  CS1-vedligeholdelse: Ekstra tegnsætning (link) Online views of selections of the book:amazon.com
- Grace, James W. (1999). Naval Battle of Guadalcanal: Night Action, 13 November 1942. Annapolis, Maryland: United States Naval Institute. ISBN 1-55750-327-3.
- Hone, Thomas C. (1981), "The Similarity of Past and Present Standoff Threats", Proceedings of the U.S. Naval Institute, Annapolis, Maryland, no. Vol. 107, No. 9, September 1981, s. 113-116, ISSN 0041-798X
- Hornfischer, James D. (2011). Neptune's Inferno: The U.S. Navy at Guadalcanal. New York: Bantam Books. ISBN 978-0-553-80670-0.
- Lacroix, Eric; Linton Wells (1997). Japanese Cruisers of the Pacific War. Naval Institute Press. ISBN 0-87021-311-3.
- McGee, William L. (2002). The Solomons Campaigns, 1942–1943: From Guadalcanal to Bougainville—Pacific War Turning Point, Volume 2 (Amphibious Operations in the South Pacific in WWII). BMC Publications. ISBN 0-9701678-7-3.
- Parkin, Robert Sinclair (1995). Blood on the Sea: American Destroyers Lost in World War II. Da Capo Press. ISBN 0-306-81069-7.
- Stafford, Edward P.; Paul Stillwell (Introduction) (2002). The Big E: The Story of the USS Enterprise. Naval Institute Press. ISBN 1-55750-998-0.

## Eksterne kilder
- Chen, C. Peter (2006). "Guadalcanal Campaign". World War II Database. Arkiveret fra originalen 11. december 2008. Hentet 2008-10-27.
- Hough, Frank O.; Ludwig, Verle E.; Shaw, Henry I., Jr. "Pearl Harbor to Guadalcanal". History of U.S. Marine Corps Operations in World War II. Hentet 2008-10-27.
- Lippman, David H. (2006). "Battle of Guadalcanal: First Naval Battle in the Ironbottom Sound". HistoryNet.com. World War II magazine. Arkiveret fra originalen 16. marts 2008. Hentet 2008-10-27.
- Miller, Jr., John (1949). "Chapter 7. Decision at Sea". Guadalcanal: The First Offensive. United States Army in World War II: The War in the Pacific. United States Army Center of Military History. CMH Pub 5-3. Arkiveret fra originalen 25. december 2007. Hentet 2008-10-27.
- Mohl, Michael (1996-2008). "BB-57 USS South Dakota 1942". NavSource Online Photo Archive. NavSource Naval History. Arkiveret fra originalen 22. september 2008. Hentet 2008-10-27.
- Tully, Anthony P. (1997). "Death of Battleship Hiei: Sunk by Gunfire or Air Attack?". Hentet 2008-10-27. Artikel om slaget fredag den 13. som giver yderligere detaljer om sænkningen af Hiei.

9°14.7′S 159°51.2′Ø / 9.2450°S 159.8533°Ø